# Geoffrey Twisleton-Wykeham-Fiennes (18e baron Saye et Sele)
Geoffrey Cecil Twisleton-Wykeham-Fiennes, 18e baron Saye et Sele (3 août 1858-2 février 1937) est un soldat anglais et un homme politique libéral de la famille Twisleton-Wykeham-Fiennes. Il exerce les fonctions de contrôleur de la maison entre 1912 et 1915.

## Jeunesse et éducation
Il est né à Kensington, le fils aîné de John Twisleton-Wykeham-Fiennes, 17e baron Saye et Sele, et son épouse, Lady Augusta Sophia Hay, fille de Thomas Hay-Drummond (11e comte de Kinnoull). Sir Eustace Fiennes (en), 1er baronnet, est son frère cadet. Il fait ses études au Collège d'Eton.

## Carrière militaire
Il entre au 108e régiment d'infanterie de la milice d'Oxfordshire le 22 janvier 1879, date de la Bataille d'Isandhlwana. Son père, soucieux de voir son fils aîné prendre un service actif dans la guerre anglo-zouloue, le fait transférer au 2e Bataillon des Royal Scots Fusiliers, et il est envoyé en Afrique du Sud pour "venger" le massacre d'Isandlwana.
Twisleton-Wykeham-Fiennes est le secrétaire de Sir Henry Bulwer-Lytton, alors gouverneur de Maritzburg, et accompagne la colonne qui capture Sikukuni. L'année suivante, il rejoint le 1er bataillon de son régiment à Secunderabad, en Inde britannique, et retourne en Angleterre huit mois plus tard.
Il est promu capitaine en 1887. En 1890, il devient adjudant du 3e bataillon (milice), dont il devient plus tard le colonel, et prend sa retraite en 1899.
Le 2 juin 1902, il est nommé lieutenant-colonel à la tête du 3e bataillon (milice) des Royal Scots Fusiliers basé à Ayr. Il est nommé colonel honoraire du bataillon en 1907. Pendant la Première Guerre mondiale, il est commandant de zone en Flandre. Il est également lieutenant-colonel du 3e bataillon du Middlesex County Regiment,.

## Carrière commerciale et politique
Après avoir pris sa retraite de l'armée en 1899, il se lance dans l'industrie privée, passant les années suivantes comme vendeur pour une célèbre brasserie. Il se rend fréquemment en Afrique du Sud, à Malte et dans les stations méditerranéennes occupées par les troupes britanniques.
En 1907, il succède à son père à la baronnie et entre à la Chambre des lords, où il est un fervent libéral. Il a promu un projet de loi sur la fréquentation scolaire et un projet de loi sur les abus de la circulation des chevaux usés. De 1912 à 1915, il sert sous l'autorité d'Herbert Henry Asquith comme contrôleur de la maison. Il est un membre actif de la Fédération libérale des comtés locaux et président de la National Land and Home League. Il siège également au Comité mixte permanent du Conseil du comté d'Oxfordshire et, en 1930, il est devenu haut commissaire de la ville d'Oxford.

## Famille
Lord Saye et Sele épouse Marion Ruperta Murray, fille du major Robert Bartholomew Lawes, le 20 février 1884. Ils ont cinq fils et deux filles : 
- Geoffrey Rupert Cecil Twisleton-Wykeham-Fiennes, 19e baron Saye et Sele (27 décembre 1884 - 18 février 1949), décédé célibataire
- Ivo Murray Twisleton-Wykeham-Fiennes, 20e baron Saye et Sele (15 décembre 1885-21 octobre 1968) épouse Hersey Cecilia Hester Butler, fille de Thomas Dacres Butler
- Evelyn Idonia Twisleton-Wykeham-Fiennes (12 janvier - 28 juillet 1887)
- Laurence John Evelyn Twisleton-Wykeham-Fiennes (4 octobre 1890-16 mai 1962), décédé célibataire
- Ingelram Robert Nathaniel (5 janvier 1895-28 décembre 1896)
- Allen Rupert Ingelram Twisleton-Wykeham-Fiennes MC (25 septembre 1897 - 10 octobre 1920), tué dans un accident de moto[3]
- Cicely Marion Violet Joan Twisleton-Wykeham-Fiennes (22 novembre 1900 - 14 août 1985), épouse John William Dunne, fils du général. Sir John Hart Dunne.

Il meurt au siège familial du château de Broughton dans l'Oxfordshire en février 1937, à l'âge de 78 ans, et est remplacé dans la baronnie par son fils aîné, Geoffrey. Lady Saye et Sele est décédée le 27 juillet 1946, à l'âge de 82 ans.